# Sicyodes algoaria
Sicyodes algoaria là một loài bướm đêm trong họ Geometridae.